# Departamento de Popayán
El departamento de Popayán es un extinto departamento de Colombia. Fue creado el 5 de agosto de 1908 y perduró hasta el 1 de enero de 1910, siendo parte de las reformas administrativas del presidente de la república Rafael Reyes respecto a división territorial. El departamento duró poco, pues Reyes fue depuesto en 1909 y todas sus medidas revertidas a finales del mismo año, por lo cual las 34 entidades territoriales creadas en 1908 fueron suprimidas y el país recobró la división política vigente en 1905, desapareciendo entonces Popayán como departamento y siendo reunificado el departamento del Cauca hasta la expedición de la ley del 16 de abril de 1910, fecha en la que fue separado el departamento del Valle del Cauca.

## División territorial
El departamento estaba conformado por las provincias caucanas de Caldas, Angulo, Popayán, Silvia, Santander y Camilo Torres, y el antiguo territorio del Caquetá.
Los municipios que conformaban el departamento eran los siguientes, de acuerdo al decreto 916 del 31 de agosto del año 1908:
- Provincia de Caldas: Bolívar (capital), Arbeláez, Almaguer, La Vega, Mercaderes, San Pablo y San Sebastián.

- Provincia de Popayán: Popayán (capital), Cajibío, Coconuco, Dolores, La Sierra, Morales, Paniquitá, Patía, Puracé, Río Blanco, El Tambo y Timbío.

- Provincia de Silvia: Silvia (capital), Inzá, Páez, Totoró y Tunia.

- Provincia de Santander: Santander (capital), Buenos Aires, Caldono y Jambaló.

- Provincia de Camilo Torres: Caloto (capital), Corinto, Espejuelo, Toribío, Guapí y Timbiquí.